# Pere Casulleras
Pere Casulleras (Barcelona, 1 de desembre de 1950) és un músic i enginyer de so català.
Va estudiar flauta dolça, cornetto, clavicèmbal i orgue a la Schola Cantorum Basiliensis entre els anys 1971 i 1975, i va ser membre del conjunt de música antiga de Barcelona Ars Musicae. Ha treballat per a múltiples discogràfiques d’arreu d’Europa. Fou professor de l'Escola Superior de Música de Catalunya entre els anys 2003 i 2018.
És impulsor de la Xarxa d'Observadors Meteorològics (XOM), membre de Meteoclimatic, i regidor del municipi de Conca de Dalt des de l'any 2015.

## Discografia
- 1978 - Paul Badura-Skoda, Les Sonates pour le piano-forte sur Instruments d'époque, vol.6. Thomas Gallia i Pere Casulleras. [AUDIVIS-ASTREE E 8698][1]
- 1982 - Cariñena - Orgelmusik Des Siglo De Oro. Pere Casulleras. [Orpheus (12) – ORP 0 802]
- 1992 - Mozart. Quintette avec clarinette K 581; Trio "Les quilles" K 498. Pere Casulleras. [Astrée E 8736][5]
- 1994 - Bach. Cantates BWV 180, 49, 115. Pere Casulleras. [Astrée / E 8530][6]
- 1999 - Haydn. Sonates. Pere Casulleras. [Zig-Zag Territoires / ZZT 990901][7]